# سمورچه سیسکیو
سمورچه سیسکیو (نام علمی: Tamias siskiyou) نام یک گونه از سرده سمورچه است.